# NGC 2280
NGC 2280 (również PGC 19531) – galaktyka spiralna (Sc), znajdująca się w gwiazdozbiorze Wielkiego Psa w odległości 75 milionów lat świetlnych. Została odkryta 1 lutego 1837 roku przez Johna Herschela.
W galaktyce NGC 2280 zaobserwowano supernową SN 2001fz.